# Em bé Hà Nội
Em bé Hà Nội (tiếng Anh: The Little Girl of Hanoi hay Girl from Hanoi; tiếng Nga: Девочка из Ханоя) là một bộ phim điện ảnh chiến tranh tuyên truyền năm 1974, sản xuất bởi Hãng phim truyện Việt Nam do Hải Ninh làm đạo diễn. Với sự tham gia diễn xuất của Lan Hương, Thế Anh và Trà Giang, phim xoay quanh hành trình một bé gái từ nơi sơ tán lên thành phố tìm bố trong thời gian diễn ra chiến dịch rải bom Linebacker II.
Kịch bản phim do Hải Ninh, Hoàng Tích Chỉ, Vương Đan Hoàn hoàn thành trong ba ngày, theo đó đều lấy cảm hứng từ những trải nghiệm của Hải Ninh và Tích Chỉ khi chứng kiến các trận thả bom xuống thành phố cùng hậu quả mà nó để lại. Lan Hương, lúc đó mới 10 tuổi, đã được đạo diễn chọn làm diễn viên chính cho bộ phim, bất chấp sự phản đối của gia đình bà vì không muốn con mình theo nghệ thuật quá sớm. Phim được ghi hình suốt hai tháng hè năm 1973, chỉ nửa năm sau khi chiến dịch kết thúc. Là phim đen trắng theo phong cách quay tài liệu, bối cảnh chuyện phim diễn ra tại những địa điểm từng bị đánh bom chưa được khôi phục. Trong quá trình quay phim, nhiều phân cảnh bom đạn đã xuất hiện và có diễn viên bị thương; Lan Hương cũng tự mình thực hiện các cảnh quay nguy hiểm trên phim. Bài hát sử dụng làm nhạc phim là ca khúc cùng tên do nhạc sĩ Hoàng Vân sáng tác; ông đồng thời là người đảm nhận phần âm nhạc của phim.
Công chiếu lần đầu vào năm 1974, Em bé Hà Nội thời điểm ra mắt đã trở thành một "bom tấn", được khán giả yêu mến và được đem đi trình chiếu ở nhiều liên hoan phim, giành giải cao tại những sự kiện này; nổi bật trong số đó có giải Bông Sen vàng năm 1975. Bộ phim còn là một trong những tác phẩm "kinh điển" của điện ảnh Việt Nam và gắn liền với tên tuổi của diễn viên Lan Hương: về sau bà đã được khán giả Việt Nam lẫn quốc tế quen gọi với biệt danh "Em bé Hà Nội". Phim cũng nhận về đánh giá tích cực từ các ý kiến phê bình chuyên môn và được ví như là một "viên ngọc quý của điện ảnh cách mạng", dù đến nay tình trạng bảo quản băng phim không tốt và đã bị hỏng hóc nhiều chỗ.

## Nội dung
Tại Hà Nội vào năm 1972, một chiếc xe buýt gồm những người già và trẻ nhỏ đang trên đường trở lại nhà sau thời gian dài sơ tán vì chiến tranh. Giữa dòng xe di chuyển tấp nập kèm tiếng còi xe liên hồi, Ngọc Hà, một cô bé từ nơi sơ tán lên thành phố, vác trên mình cây vĩ cầm, đang cố gắng chạy theo một đoàn xe đơn vị tên lửa quân sự thuộc binh chủng tên lửa phòng không và ra hiệu cho một chiếc xe dừng lại. Ngọc Hà hỏi chú sĩ quan trên xe thông tin về bố mình, nhưng chú trả lời rằng không có bố em ở đây. Sau một hồi hỏi những quân nhân khác và nhận kết quả tương tự, cuối cùng, chú sĩ quan lúc đầu em chạm mặt đã đưa em lên xe cùng đi với mình. Qua vài lời hỏi đáp, chú sĩ quan biết được nhà cô bé ở phố Khâm Thiên, nơi bị chịu ảnh hưởng nặng nề từ bom đạn. Ngọc Hà sau đó giới thiệu cho chú sĩ quan về gia đình mình: em có bố làm trong quân đội; một người em gái tên Thùy Dương; và mẹ em, Thu, làm công nhân sắp chữ ở nhà máy in báo Nhân Dân.
Khi này, Ngọc Hà hồi tưởng về những ký ức hạnh phúc bên gia đình trước khi chiến dịch diễn ra. Em cũng nhớ lại lúc ở nơi sơ tán của trường học âm nhạc, mỗi khi bom rơi là em lại chạy ra xem và lo lắng cho tình hình của bố mẹ và em gái, những người đang sống tại đây và phục vụ cho chiến trường nơi đạn bom khốc liệt. Sau khi cô Nga, đồng nghiệp của mẹ Ngọc Hà tại xưởng in, đi về nơi sơ tán Ngọc Hà, em mới biết tin rằng mẹ mình đã qua đời còn em gái thì mất tích trong một vụ đánh bom. Trở ra Hà Nội, Ngọc Hà phát hiện rằng toàn bộ dãy phố nhà mình đã bị phá hủy, và mọi người đang chôn cất các nạn nhân cũng như tìm những tài sản cá nhân còn sót lại trong đống đổ nát. Ngọc Hà vừa lật từng trang sách cuốn tập đọc cháy xém của em gái mà cô bé nhặt được, vừa nhìn chằm chằm những binh sĩ của quân đội Mỹ bị thương nặng đang được các binh lính quân đội Việt Nam dẫn về nhà tù, xung quanh là đám đông người dân giận dữ. Sau khi Ngọc Hà đi đong gạo, cô Nga dắt em trở lại nơi sơ tán của trường học; cả hai phải trải qua một trận rải bom trên đường và được một chú công an giúp chui xuống hố tránh bom. Trở lại với hiện tại, cấp trên của chú sĩ quan thông báo cho anh biết rằng đơn vị tên lửa đang rơi vào tầm ngắm của quân đội Mỹ và yêu cầu tăng tốc xe để tập trung tại chiến trường chuẩn bị cho trận đánh với quân địch. Sau khi thông báo với cấp trên về việc đang mang trên xe một bé gái, chú sĩ quan được nhận lệnh đưa em về bộ Tư lệnh.
Trên đường xe đi, nhiều quả bom được thả xuống nối tiếp nhau dọc đoạn đường tên lửa qua. Lúc này Ngọc Hà nhớ về lần đi xách nước cùng các bạn đồng lớp, em đã gặp lại bố trên con đường đê trở về nơi sơ tán của trường học. Bố kể cho em những điều cô Nga đã nói về hôm xảy ra trận đánh bom: sau khi một loạt bom rơi trúng nhà trẻ, mẹ em lao mình vào cứu các em bé bị mắc kẹt và qua đời khi bức tường nhà sập xuống. Lớp nhà trẻ của Thùy Dương cũng bị đánh bom nhưng bố Ngọc Hà không thể tìm thấy xác em. Bố còn dặn dò em về việc học cùng nhiều chuyện khác trước khi lên đường chiến đấu. Vài ngày sau, Ngọc Hà bất ngờ nhận được tin em gái vẫn còn sống. Thùy Dương được một người phụ nữ qua đường cứu giúp vào bệnh viện, nhưng trong quá trình cấp cứu thì bất ngờ bom lại bị thả xuống đây; người phụ nữ đã ôm em bé chạy ra khỏi bệnh viện cùng các bác sĩ khác trước khi trần nhà sập xuống. Trong khi cố gắng thoát ra ngoài, nhận thấy tình trạng em bé đang nguy kịch, người phụ nữ đã dùng những sức lực còn lại của mình để hô hấp nhân tạo cho cô bé. Khi nhân viên cứu hộ đến nơi, người phụ nữ chỉ còn thoi thóp và một lúc sau qua đời, nhưng em gái Ngọc Hà thì được cứu sống. Người này sau đó được tiết lộ là một kiến trúc sư sắp tổ chức đám cưới với người yêu. Khung cảnh chuyển tiếp sang Thùy Dương ở điểm sơ tán khác đang đi dạo chơi dưới những tòa nhà mới xây to lớn với nụ cười rạng rỡ. Hết hồi tưởng, Ngọc Hà giải thích với chú bộ đội rằng cô bé muốn tìm bố để cho bố biết tin rằng em gái còn sống và sắp xếp trường học mới cho em. Chú sĩ quan hứa xin đơn vị nghỉ phép để về thăm Ngọc Hà và em gái, đồng thời sẽ giao hai chị em cho chú chính ủy chăm sóc.
Lúc xe tên lửa đến nơi chiến đấu, chú sĩ quan dẫn Ngọc Hà cho một đồng nghiệp để đưa về bộ Tư lệnh, nhưng sau khi một quả bom rơi ngay trước mặt cô bé, chú sĩ quan quyết định cho em về hầm tư lệnh của ban chỉ huy và đi vào phòng kỹ thuật. Cả đơn vị dồn hết sự tập trung để bắn tên lửa phá tan một tốp bay B-52 đi vào không phận. Nhiều máy bay bên địch cuối cùng đã bị tiêu diệt và nổ tung trên nền trời đen. Kết thúc trận đánh, trời cũng vừa lấp lóe ánh bình minh, chú sĩ quan rời nơi làm việc rồi chạy đi tìm Ngọc Hà. Anh hân hoan khi biết em đang ngủ say với sự chăm sóc của một cô y tá quân đội dưới hầm trú ẩn. Cuối phim, chú sĩ quan cho biết đã tìm được đơn vị của bố hai em, và trong khi bố các em đang chiến đấu ở nơi tuyến đầu của tổ quốc thì anh sẽ thay mặt chăm các cháu ăn học đầy đủ. Kết phim, hai chị em Ngọc Hà gặp lại nhau tại nơi sơ tán và cùng vui đùa dưới sân nhà.

## Diễn viên
Danh sách diễn viên lấy ở cảnh danh đề mở đầu phim và nguồn từ Viện phim Anh:
- Nguyễn Phúc Lưu Lan Hương vai Ngọc Hà
- Thế Anh vai Chú sĩ quan tên lửa
- Trà Giang vai Mẹ Thu
- Kim Xuân vai Cô Nga
- Thanh Tú vai Hương Trà
- Bích Vân vai Cô giáo dạy nhạc
- Quỳnh Anh vai Thùy Dương
- Hà Văn Trọng vai Bố Ngọc Hà
- Tuệ Minh vai Cô bán gạo
- Thu An vai Chủ nhà nơi sơ tán
- Anh Thái vai Chiến sĩ công an
- Đoàn Dũng vai Nhân viên cứu hộ

## Sản xuất

### Phát triển
Hải Ninh
Từ ngày 18 tháng 12 đến ngày 30 tháng 12 năm 1972, Hoa Kỳ tiến hành chiến dịch Linebacker II lên miền Bắc Việt Nam sau khi Hội nghị Paris giữa Mỹ và Việt Nam Dân chủ Cộng hòa không đi đến thống nhất; Hà Nội đã trở thành một phần mục tiêu của chiến dịch. Trong ngày 26 tháng 12 cùng năm, Mỹ thả bom phá sập cả dãy phố Khâm Thiên và bệnh viện Bạch Mai – cơ sở y tế lớn nhất miền Bắc lúc bấy giờ, làm nhiều dân thường thiệt mạng và trẻ em mồ côi.
Hải Ninh, sau này là người đảm nhận vai trò đạo diễn cho bộ phim, từng chia sẻ động lực thôi thúc ông thực hiện phim xuất phát từ khi đang làm khâu hậu kỳ của Vĩ tuyến 17 ngày và đêm, trùng với những ngày diễn ra chiến dịch Linebacker II. Cả hãng phim nơi đạo diễn làm đã đi sơ tán, nhưng chỉ có đoàn phim của ông là ở lại; vì vậy, Hải Ninh trở thành người tận mắt chứng kiến nhiều trận thả bom và còn từng đi qua phố Khâm Thiên giữa hàng dãy người chết nằm sát nhau. Tại đây, ông nhặt được mẩu báo, với nội dung viết về một cô công nhân làm tại nhà in đã liều mình cứu những đứa bé trong nhà trẻ sau khi bị bom rơi trúng lớp, nhưng con của cô lại chết vì bom, khiến ông thầm nhủ sẽ phải làm bộ phim về câu chuyện mà ông cho là "nỗi đau khôn cùng" này; ông cũng coi tác phẩm "như một nén nhang tưởng niệm linh hồn những người đã khuất". Cùng lúc này, đồng nghiệp và bạn của Hải Ninh, nhà biên kịch Hoàng Tích Chỉ đã được Tuệ Minh, về sau là một diễn viên trong đoàn phim, kể lại chuyện con bà tự xách cây đàn đi bộ từ Yên Viên về Hà Nội để tìm mẹ dưới tàn tích trên các "vệt bom" B-52. Câu chuyện này đã tác động mạnh đến ông; cả biên kịch Hoàng Tích Chỉ và đạo diễn Hải Ninh sau đó đã ngồi lại với nhau bàn về ý tưởng cho ra đời bộ phim. Tuy nhiên, mới đầu khi Hải Ninh tìm đến chỗ sơ tán hãng phim và gặp Tích Chỉ, ông từng bị bạn mình phản đối và khuyên nên nghỉ ngơi, nhưng Hải Ninh từ chối, thúc giục ông cùng hợp tác vì ý tưởng đang "tuôn trào".
Phần kịch bản phim do Hoàng Tích Chỉ, đạo diễn Hải Ninh và Vương Đan Hoàn chấp bút, trong khi chiến tranh vẫn đang tiếp diễn. Hoàng Tích Chỉ cùng Hải Ninh và Đan Hoàn đã mất ba đêm trắng ở nơi sơ tán để hoàn thành kịch bản phim, trong đó Hải Ninh kể hết lại những gì mình thấy ở Hà Nội và sau đó Tích Chỉ đưa vào kịch bản. Phim ban đầu có tên là Em bé An Dương, nhưng sau đó được chuyển thành Em bé Khâm Thiên; vì cho rằng cái tên này vẫn chưa đủ tính tiêu biểu, kịch bản được đổi tên lần thứ ba thành Em bé Hà Nội.

### Tuyển vai
Do Hãng phim truyện Việt Nam sản xuất, ngay sau khi kế hoạch thực hiện bộ phim được khởi động, đã có rất nhiều người tham gia ứng tuyển vào vai với tâm thế háo hức vì muốn lên án tội ác chiến tranh.
Để tìm diễn viên chính cho phim, đạo diễn Hải Ninh phải dành ra suốt ba tháng đến các câu lạc bộ thiếu nhi, trường học và theo dõi những em học sinh trên đường nhưng vẫn chưa thể chọn người ưng ý. Vô tình lúc này ông lại nhớ đến cuộc trò chuyện với một cô bé tên Lan Hương vài năm trước tại một lần thăm nhà đồng nghiệp, và sau đó Hải Ninh đã đạp xe tìm nhà em để thuyết phục nhận vai. Lúc này Lan Hương mới 10 tuổi, đánh dấu vai diễn đầu tiên trong sự nghiệp diễn xuất của nữ diễn viên. Dù vậy, mẹ bà lại phản đối kịch liệt đề nghị của ông và không đồng ý cho bà đi diễn bởi không muốn con gái làm nghệ thuật quá sớm và cả vì sức khỏe của bà lúc ấy. Sau khi nghe Hải Ninh thuyết phục, mẹ Lan Hương đã cho Lan Hương đi thử vai với tâm thế con sẽ bị rớt vai, nhưng đến cuối cùng buổi thử vai thành công và Lan Hương được giao vai chính trong phim. Lúc này, mẹ của Lan Hương vẫn nhất quyết không đồng ý cho con mình đóng phim nên đã nghĩ ra cách cắt đi mái tóc dài của con đến còn ngang vai để có lý do từ chối. Tuy mái tóc của Lan Hương đã bị cắt ngắn và khác với những ấn tượng ban đầu của Hải Ninh về nhân vật, một thời gian sau ông vẫn tiếp tục đến thuyết phục Lan Hương đi diễn, bất chấp cả sự phản đối từ mẹ bà, để đóng phim, thậm chí còn tuyên bố sẽ chờ tóc bà dài ra thì đóng tiếp. Lan Hương cũng nhịn ăn với mục đích chống đối lại quyết định của mẹ. Sau này, phải đến khi ông Trần Duy Hưng – nguyên chủ tịch Ủy ban nhân dân thành phố Hà Nội – đích thân viết thư tay gửi bà về việc đóng phim, mẹ của Lan Hương mới thay đổi quyết định và cho Lan Hương tham gia nhưng với điều kiện đây sẽ là bộ phim duy nhất mà Lan Hương diễn. Điều này cũng lý giải vì sao trong phim Lan Hương để mái tóc ngắn, dù lúc đó hình tượng những bé gái đầu đội mũ rơm, tết tóc hai bên đã khắc sâu vào tâm trí mọi người thời điểm bấy giờ.
Nhân vật chú sĩ quan trong phim do diễn viên Thế Anh đảm nhận. Đây là một vai diễn mới lạ với ông, khác những bộ phim truyện nổi tiếng mà ông từng vào vai phản diện như Nổi gió, Trở lại Sam Sao,... Để hóa thân thành nhân vật này, ông đã đi thực tế một đơn vị tên lửa ở Chèm nhằm có trải nghiệm chính xác nhất. Tại đây, ông được tiểu đoàn trưởng đơn vị là ông Tiếp dạy từ cách đi đứng, thao tác đến hô khẩu lệnh của người chỉ huy để ra dáng một người lính chững chạc nhưng đồng thời "toát lên tinh thần nhân văn" ở nhân vật. Trà Giang cũng góp mặt vào một vai chính của bộ phim. Trước đó, bà từng nổi tiếng khi khắc họa hình tượng người phụ nữ trong Chị Tư Hậu và Vĩ tuyến 17 ngày và đêm. Thời điểm bà vừa mới sinh con gái đầu lòng, Hoàng Tích Chỉ đã đến thăm tận nhà và "tặng" cho bà kịch bản như là lời mời tham gia bộ phim. Đạo diễn Hải Ninh cho biết, ngay khi đọc kịch bản, Trà Giang đồng ý nhận lời đóng phim mặc dù số tiền thù lao ít ỏi.

### Quay phim
Quá trình ghi hình bộ phim diễn ra trong hai tháng, tháng 6 và tháng 7 năm 1973, chỉ nửa năm sau khi chiến dịch Linebacker II kết thúc. Phim được ghi hình dưới dạng phim đen trắng theo phong cách phim tài liệu, kết hợp cảnh tư liệu và cảnh cận tả sự tàn phá của chiến tranh đối với thành phố. Em bé Hà Nội chọn bối cảnh ngay tại những địa điểm cũ từng bị đánh bom, lúc này còn hoang tàn và chưa được khôi phục, trong đó có cả cảnh thực hiện ở phố Khâm Thiên và trên các hố bom thật chưa bị lấp đi sau chiến dịch. Chịu trách nhiệm quay phim là nghệ sĩ Trần Thế Dân; ông cũng từng sinh sống tại khu phố Khâm Thiên nhưng đã kịp sơ tán gia đình trước thời điểm thả bom. Thực hiện những hoạt cảnh trong phim là Xưởng phim hoạt hình Việt Nam. 

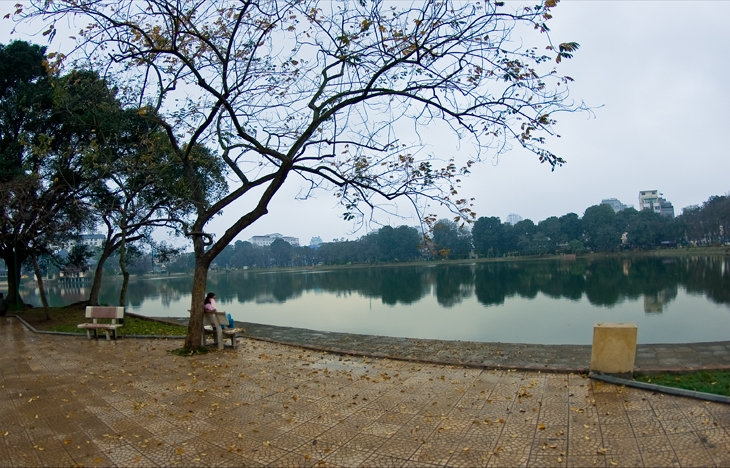
Hồ Thiền Quang là một trong những đại cảnh của bộ phim

Nhiều cảnh bom đạn đã xuất hiện trong bộ phim và có diễn viên bị thương ở điểm quay: tại một cảnh đánh bom, diễn viên Kim Xuân đã bế nhân vật chính của phim là Ngọc Hà (Lan Hương) xuống hầm trú ẩn rồi nằm đè lên để bảo vệ em khỏi bom đạn; sau khi quay xong cảnh này, bà bị bỏng ở nhiều chỗ nhưng diễn viên Lan Hương thì không sao. Dù còn bé nhưng Lan Hương lúc đó cũng tự mình thực hiện nhiều cảnh quay khó và nguy hiểm trên phim. Bà từng tiết lộ có hai phân cảnh mà bà nhớ nhất: một cảnh là bà đi quanh những hố bom để tìm nhà và một đại cảnh khác khi đoàn xe tên lửa tiến về Hà Nội. Trong cảnh đi quanh các hố bom, bà đã một mình bước ra khu vực hoang tàn, đổ nát và chỉ có một chiếc máy quay treo ở trên cái cần cẩu rất xa để ghi lại hình ảnh; cũng ở cảnh đoàn xe tên lửa, bà đã chạy song song với bánh xe trong khi một chiếc xe đang chạy. Đây là cảnh quay rất nguy hiểm vì nếu không cẩn thận thì bà sẽ gặp tai nạn ngay lập tức. Trước đó, dù được đạo diễn Hải Ninh nhắc nhở nếu thấy nguy hiểm thì có thể chạy bên mép đường, Lan Hương vẫn thực hiện đúng như kịch bản và suýt bị xe cán nếu không có diễn viên kịp thời chạy ra kéo lại. Tuy nhiên, may mắn đến cuối cùng bà đã hoàn thành cảnh phim và được khen ngợi bởi những người trong đoàn phim vì diễn "quá đạt".
Trong thời gian này, do bộ phim được quay ở thời tiết mùa hè nắng nóng mà bối cảnh phim lại là vào mùa đông, yêu cầu nhân vật phải mặc áo ấm nên bệnh hen của Lan Hương thường xuyên tái phát, nhưng bà luôn cố gắng thực hiện đầy đủ những phân cảnh được giao. Thậm chí, tại một cảnh quay ở hồ Thiền Quang, bà đã lên cơn hen nặng tại nhà và bị mẹ ngăn cản không cho đi quay; nhưng vì đây là một cảnh lớn, với hàng trăm chiếc xe ô tô cùng các diễn viên quần chúng đã được huy động, sẵn sàng cho cảnh quay nên Lan Hương lăn ra khóc đòi mẹ cho đi và bị mẹ bạt tai một cái để dọa. Mặc cho hành động đó, Lan Hương vẫn liên tục xin mẹ đi quay và cuối cùng mẹ bà phải dẫn bà đến điểm quay thực hiện cảnh phim.

### Nhạc phim
Bài hát duy nhất xuất hiện trong phim là ca khúc "Em bé Hà Nội" do nhạc sĩ Hoàng Vân sáng tác và Hải Vân thể hiện. "Em bé Hà Nội" ra đời cùng với chùm những sáng tác của ông viết cho nhiều bộ phim thuộc chủ đề chiến tranh trước đó như "Khói trắng", "Nổi gió". Ca khúc ban đầu được nhạc sĩ tốc ký vào tháng 1 năm 1973, trong quá trình ông đưa các con của mình từ nơi sơ tán ở Tuyên Quang về Hà Nội và đi qua cả phố Khâm Thiên sau khi chiến dịch thả bom kết thúc. Ông cũng đảm nhận phần âm nhạc của phim.

## Phát hành
Bộ phim công chiếu lần đầu tại các rạp quốc doanh ở Việt Nam Dân chủ Cộng hòa vào năm 1974. Tác phẩm đã được đem đi trình chiếu ở nhiều liên hoan phim quốc tế, nổi bật trong số đó có Liên hoan phim Quốc tế Moskva 1975 và Liên hoan phim Việt Nam. Các buổi chiếu phim và hội thảo cũng tổ chức tại Nhật Bản, Hàn Quốc, Ý,... và có nhiều khán giả nước ngoài đã tham dự buổi chiếu phim ở Hà Nội. Năm 1989, tức hơn 10 năm sau khi bộ phim ra đời và lúc này quan hệ ngoại giao giữa Mỹ và Việt Nam vẫn chưa thiết lập lại, đạo diễn Hải Ninh đã dẫn đầu đoàn điện ảnh Việt Nam đem phim đi chiếu tại bảy bang của Hoa Kỳ.
Năm 2010, bộ phim chính thức phát hành dưới định dạng DVD trong số 50 tác phẩm điện ảnh nổi tiếng của Việt Nam từ tháng 4 đến tháng 9 năm 2010, với sự hợp tác của Hãng phim truyện Việt Nam và Hãng phim Phương Nam.

## Tiếp nhận

### Đón nhận
Sau khi ra mắt, bộ phim đã trở thành một "bom tấn" và được nhiều người xem yêu mến. Tác phẩm cũng tạo nên tên tuổi cho diễn viên Lan Hương, giúp bà nổi tiếng và ghi dấu ấn đặc biệt với điện ảnh Việt Nam lúc bấy giờ. Nét đẹp và diễn xuất của bà được ghi nhận là những yếu tố giúp bộ phim thành công. Ngoài trong nước, Em bé Hà Nội còn nhận sự phản hồi tích cực từ khán giả xem phim quốc tế. Bài hát nhạc phim được xem là ca khúc để lại nhiều ấn tượng nhất với khán giả trong số các bản nhạc phim của Hoàng Vân.

### Đánh giá chuyên môn

#### Việt Nam
Tác phẩm đã nhận đuợc đánh giá cao từ các ý kiến chuyên môn. Trong bài phỏng vấn với báo Hànộimới, nhà phê bình điện ảnh Lê Hồng Lâm nhận định bộ phim chọn một góc nhìn ít được sử dụng khi tái hiện lại khung cảnh chiến tranh qua đôi mắt của trẻ thơ, mà ông cho rằng đã biến Em bé Hà Nội thành tác phẩm chủ đề chiến tranh "độc đáo [...] vừa đau thương mất mát nhưng cũng không thiếu chất trữ tình qua những hoài niệm ngọt ngào về Hà Nội của những ngày tháng thanh bình". Cũng trong cuốn 101 bộ phim Việt Nam hay nhất của Hồng Lâm năm 2018, ông chấm điểm phim từ 8 đến 8,4 trên thang điểm 10, viết rằng bộ phim phần nào giống với các tác phẩm ra đời giai đoạn sau đều chọn trẻ em là nhân vật trung tâm của phim như Con chim vành khuyên, Mẹ vắng nhà hay Tuổi thơ dữ dội; và những thước phim này "đem đến một góc nhìn hoàn toàn khác về sự phi nhân tính chiến tranh", đồng thời cho rằng thành công lớn nhất của phim là đạo diễn Hải Ninh phát hiện ra Lan Hương, một diễn viên tuy còn nhỏ tuổi nhưng thành công khắc họa các cung bậc cảm xúc khác nhau của nhân vật. Trả lời phỏng vấn với Truyền hình Nhân Dân, nhà biên kịch Trịnh Thanh Nhã đã công nhận tài năng của tác giả kịch bản Hoàng Tích Chỉ khi từng phân đoạn, cú dựng phim đều kết nối "như những viên ngọc được xâu chuỗi lại, tỏa sáng liên tục". Nhà quay phim Phạm Thanh Hà nhận xét cách biểu đạt hình ảnh và dàn cảnh bộ phim đã đạt tính thẩm mỹ theo ông là rất cao, "công phu" mà ít phim Việt Nam nào có được.
Tại cuốn sách Hình ảnh người Hà Nội trong Văn học–Nghệ thuật cận và hiện đại phát hành năm 2005, bộ phim được cho là "đã tạo nên những rung động sâu sắc [với người xem]" khi dùng hình ảnh của em bé làm biểu tượng đối lập với "sự hủy diệt tàn khốc của kẻ thù hung bạo bậc nhất". Bên cạnh những lời khen ngợi tác phẩm, nhà soạn kịch Bành Bảo, viết trong cuốn sách điện ảnh xuất bản năm 1983, vẫn chỉ ra một số điểm còn thừa thãi trong phim như chèn các cảnh không có sự xuất hiện của nhân vật chính và việc biên kịch "tham" thêm nhiều hình ảnh chỉ mang tính chất minh họa, cùng với đó là một số tình tiết còn gượng ép; đánh giá diễn xuất của Lan Hương "không phải là thật khá, song số phận của nhân vật chính vẫn khiến người xem xúc động".

#### Quốc tế
Nhà phê bình người Mỹ Jonathan Rosenbaum, trong bài đánh giá trên tờ Chicago Reader năm 1994, đã bày tỏ sự bất ngờ với bộ phim khi toát ra sức mạnh, sự hoàn chỉnh và đẹp đẽ từ chính nó. Ông khen ngợi Em bé Hà Nội "xuất sắc" không chỉ ở tính chân thật, thẳng thắn mà còn sở hữu một phong cách hình ảnh hoàn mỹ và so sánh nó là nhẹ nhàng hơn so với những phim chống Việt Cộng của Mỹ như The Green Berets và The Deer Hunter. Cây bút David Parkinson của tuần báo Anh Radio Times thì cho bộ phim 3 trên 5 sao, bình luận việc câu chuyện được quay dưới những thước phim đen trắng đã khiến diễn biến trong phim đem lại cảm giác giống như một bộ phim phóng sự, và điều đó góp phần củng cố giá trị tuyên truyền của tác phẩm.

### Giải thưởng
Em bé Hà Nội đã giành được nhiều giải thưởng quan trọng cả ở Việt Nam lẫn quốc tế. Tại Liên hoan phim Việt Nam lần thứ 3 năm 1975, bộ phim cùng với tác phẩm điện ảnh Đến hẹn lại lên đã được trao giải Bông Sen vàng. Trong sự kiện Liên hoan phim quốc tế Moskva lần thứ 9 tổ chức cùng năm, phim cũng nhận về bằng khen từ ban giám khảo. Năm 1979, bộ phim có được giải thưởng của Mặt trận giải phóng Palestine tại Liên hoan phim Quốc tế Damascus lần đầu tiên.
| Năm  | Giải thưởng                               | Hạng mục                                      | (Người) đề cử | Kết quả       | Tham khảo            |
| ---- | ----------------------------------------- | --------------------------------------------- | ------------- | ------------- | -------------------- |
| 1975 | Liên hoan phim quốc tế Moskva lần thứ 9   | —                                             | Em bé Hà Nội  | Bằng khen     | [ 49 ] [ 50 ] [ 51 ] |
| 1975 | Liên hoan phim Việt Nam lần thứ 3         | Phim truyện điện ảnh                          | Em bé Hà Nội  | Bông Sen vàng | [ 47 ] [ 52 ] [ 53 ] |
| 1975 | Liên hoan phim Việt Nam lần thứ 3         | Họa sĩ xuất sắc                               | Trần Kiềm     | Đoạt giải     | [ 47 ] [ 52 ] [ 53 ] |
| 1979 | Liên hoan phim quốc tế Damascus lần thứ 1 | Giải thưởng của Mặt trận giải phóng Palestine | Em bé Hà Nội  | Đoạt giải     | [ 7 ] [ 11 ] [ 21 ]  |

## Di sản

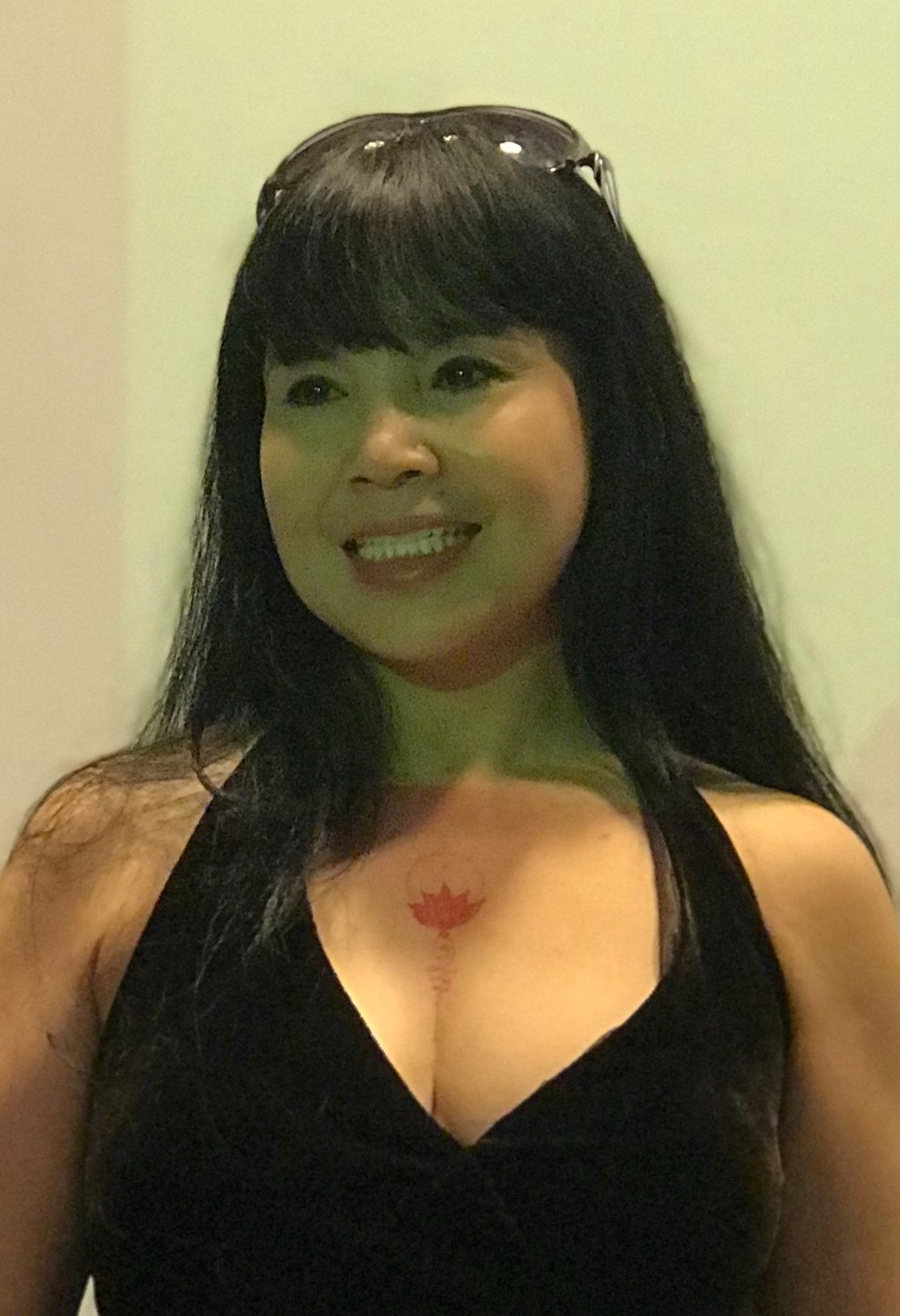
Sau thành công của bộ phim, Lan Hương đã được khán giả Việt Nam lẫn quốc tế quen gọi với biệt danh "Em bé Hà Nội"

Em bé Hà Nội đã trở thành một trong những bộ phim "kinh điển" của điện ảnh Việt Nam. Phim cho đến nay vẫn được đánh giá là tác phẩm tái hiện thành công nhất, xúc động nhất về hình ảnh thủ đô Hà Nội sau chiến dịch Linebacker II. Bộ phim đã được ví như "viên ngọc quý của điện ảnh cách mạng" dù tình trạng lưu trữ băng phim hiện nay không còn tốt do bị xước, âm thanh rè và hình giật. Năm 2007, Em bé Hà Nội cùng Vĩ tuyến 17 ngày và đêm, Người chiến sĩ trẻ, Mối tình đầu và phim tài liệu Thành phố lúc rạng đông đã giúp đạo diễn Hải Ninh nhận Giải thưởng Hồ Chí Minh đợt III ở lĩnh vực Điện ảnh. Tác phẩm cũng đem về cho biên kịch Hoàng Tích Chỉ Giải thưởng Hồ Chí Minh đợt IV về Văn học Nghệ thuật. Vào năm 1992, hai vợ chồng nhà phê bình điện ảnh người Nhật Bản Sato Tadao đã chọn cuốn phim để đưa vào chương trình giới thiệu điện ảnh "Focus on Vietnam" ("Tiêu điểm Việt Nam"), bên cạnh tám bộ phim khác, tại Liên hoan phim quốc tế Fukuoka.
Phim từng được trình chiếu nhiều lần tại những dịp quan trọng khác nhau. Nhân kỷ niệm 40 năm ngày diễn ra chiến dịch Linebacker II năm 2012, Đài Truyền hình Việt Nam đã cho chiếu lại bộ phim trên kênh VTV1 ngày 16 tháng 12. Cùng năm này, đoàn làm phim có một buổi giao lưu và chiếu phim với tổ chức quốc tế Hội những người bạn của di sản Việt Nam. Năm 2016, Em bé Hà Nội và những tác phẩm khác của Hãng phim truyện Việt Nam gồm đã được phát trên kênh truyền hình quốc gia Ấn Độ Doordarshan, do Đại sứ quán Việt Nam tại Ấn Độ tổ chức trong khuôn khổ 71 năm ngày Quốc khánh Việt Nam. Năm 2018, bộ phim tiếp tục trình chiếu tại tuần phim kỷ niệm 65 năm ngày thành lập Điện ảnh cách mạng Việt Nam, diễn ra từ ngày 9 đến 15 tháng 3 năm 2018. Năm 2024, Em bé Hà Nội được chọn để công chiếu tại Liên hoan phim quốc tế Hà Nội lần thứ 7, trong "Chương trình phim Việt Nam chào mừng Kỷ niệm 70 năm Ngày Giải phóng Thủ đô" cùng với những tác phẩm điện ảnh cách mạng khác. Đến tháng 4 năm 2025, Đài Phát thanh – Truyền hình Hà Nội đã phát sóng bộ phim trong hai ngày 23, 24, hướng tới sự kiện 50 năm thống nhất đất nước.
Từng có nhiều buổi chiếu phim được thực hiện bởi các tổ chức trong và ngoài nước. Vào năm 2010, Phòng trưng bày Nghệ thuật Freer của Viện Smithsonian, Mỹ đã sắp xếp một buổi chiếu Em bé Hà Nội và hội thảo bàn luận về bộ phim ngày 2 tháng 10. Tác phẩm cũng nằm trong loạt chương trình kỷ niệm 1000 năm thành lập Hà Nội diễn ra từ ngày 1 đến ngày 3 tháng 10 cùng năm dưới sự hợp tác của Cơ quan Lưu trữ Phim và Truyền hình UCLA cùng Viện Hàn lâm Nghệ thuật Điện ảnh và Khoa học và Đại sứ quán Việt Nam tại Hoa Kỳ. Bản phụ đề tiếng Anh của bộ phim sau đó đã được đăng tải đầy đủ trên YouTube. Trong tháng phim tôn vinh những nữ diễn viên nổi bật miền Bắc của Trung tâm TPD năm 2019, bộ phim được chọn để chiếu cho khán giả và Lan Hương đã xuất hiện để giao lưu trò chuyện với người hâm mộ. Tại đây, nữ nghệ sĩ bày tỏ sự trân trọng với danh xưng "Em bé Hà Nội" mà mọi người đặt cho bà, nhưng cũng tiết lộ rằng vì cái tên này mà bà phải cố gắng rất nhiều để thoát mình khỏi vai diễn giúp bà thành danh từ khi còn bé.